# Певг
Певг (от греч. πεῦκος, πεύκη - сосна; также певк, певка) — библейский термин, название дерева, — одного из трёх, из которых был сделан крест казни Христа. Кроме певги в распятии, согласно Синодальному переводу, использовались дерево кипариса и кедра:

Слава Ливана придет к тебе, кипарис и певг и вместе кедр, чтобы украсить место святилища Моего, и Я прославлю подножие ног Моих.— Ис. 60:13
В Шестодневе Василия Великого (IV век), переведённом с греческого на славянский язык, вместо певга значится сосна, что подразумеет один из видов сосны, иглистое и смолистое дерево. Но комментарии богословов разделились: по мнению одних, речь идёт об особом роде кедра, а по мнению других, об особом роде кипариса.
Владимир Даль расшифровывал термин как «хвойное дерево» и задался вопросом «пихта?». Автор Библейской энциклопедии (1891) увидел в приведённой цитате образное представление цветущего состояния Церкви: «Слава Ливана, говорит пр. Исаия, придет к тебе (то есть Иерусалиму), кипарис и певг и вместе кедр».
Эквиваленты в иностранных версиях Книги пророка Исаии:
- в английском тексте — сосна («the fir tree, the pine tree, and the box together»);
- в испанском тексте — вяз, ильм («el ciprés, el olmo y el boj a una»);
- во французском тексте — самшит («le sapin, le buis et le pin »).

Старообрядческое согласие беспоповцев — рябиновцы — заменяли кипарис, кедр и певгу, входившие, по преданию, в состав Креста Господня, обретённого святой Еленой, на рябину и вырезали из рябинового дерева восьмиконечные кресты.